# Papirus Bodmer XIV-XV
Papirus Bodmer XIV-XV, oznaczony symbolem {\displaystyle {\mathfrak {P}}^{75}} (według systemu Gregory-Aland) – jeden z najstarszych i najlepiej zachowanych wczesnych rękopisów Nowego Testamentu, paleograficznie datowany na lata 175–225 n.e. W IV wieku prawdopodobnie należał do biblioteki klasztoru Pachomiusza, a około roku 700 ukryty został w kopcu przy rzece Nil. Odkryty został w połowie XX wieku, od roku 2006 przechowywany jest w Bibliotece Watykańskiej.
Tekst rękopisu jest wysoko oceniany przez współczesnych krytyków tekstu, cieszy się opinią najlepszej zachowanej kopii ewangelicznego tekstu i wraz z Kodeksem Watykańskim służy za podstawę w krytycznych wydaniach greckiego Nowego Testamentu w tekście Ewangelii Łukasza i Jana. Odkrycie rękopisu zmieniło poglądy krytyków tekstu na historię tekstu Nowego Testamentu.

## Opis
Spisany został na papirusie w formie kodeksu, z którego zachowało się 51 kart. Oryginalny rękopis miał 72 karty. Rozmiary oryginalnych kart to 26 na 13 cm. Wielkie rozmiary kart wskazują, że rękopis prawdopodobnie był przewidziany na potrzeby wspólnoty.
Zawiera on większą część Ewangelii Łukasza (3,18–24,53) i połowę Ewangelii Jana (1,1–14,26), z pewnymi lukami wynikającymi z uszkodzenia materiału. T.C. Skeat był zdania, że oryginalny kodeks zawierał pełny tekst czterech Ewangelii. Jest jednym z najlepiej zachowanych rękopisów papirusowych. Karty kodeksu po zgięciu w połowie nie były układane w składki, każda zgięta karta stanowi odrębną składkę (inaczej 2 karty i 4 strony w składce). Oryginalny kodeks zawierał 36 foliałów. Prawdopodobnie skryba chciał zachować możliwie największe karty, by móc na nich pomieścić więcej tekstu. Większość kart zachowała się w bardzo dobrym stanie. Najgorzej zachowały się partie z końca Ewangelii Jana.
Tekst pisany jest jedną kolumną na stronę, od 38 do 45 linijek na stronie i od 25 do 36 liter w jednej linii. Skryba w miarę zbliżania się do końca zorientował się, że zużywa więcej materiału piśmiennego niż pierwotnie to przewidywał i dlatego postanowił oszczędzać papirus, dodając po trzy litery do linijki tekstu, a nawet dodatkowe linijki tekstu na stronie. Marginesy są oszczędne, całkowicie brak ilustracji. Skryba wprowadził system podziału na sekcje. Często stosuje punktację oraz przydech mocny.
Rękopis sporządzony został przez profesjonalnego skrybę, o czym świadczy piękna kaligrafia, jak i staranne kopiowanie. Ocenia się, że prawdopodobnie był on najlepszym wśród wczesnych chrześcijańskich kopistów. Skryba prawdopodobnie był chrześcijaninem, ze względu na zastosowanie staurogramu w Łk 14,27. Staurogram stosują też Papirus Bodmer II oraz Chester Beatty I. Nomina sacra pisane są skrótami. Skryba najprawdopodobniej korzystał z jednego tylko rękopisu, zdaniem Colwella rękopis nie nosi znamion rewizji, a wszystkie jego warianty zaczerpnięte zostały z jednego źródła. Skryba sprawia wrażenie uważnego.
W rękopisie naliczono 145 przykładów itacyzmu. Gramatyka nie zawsze jest jednolita. Imię Jan pisane jest na ogół w formie Ιωανης, jednak w J 3,27 oddane zostało w formie Ιωαννης.

## Tekst

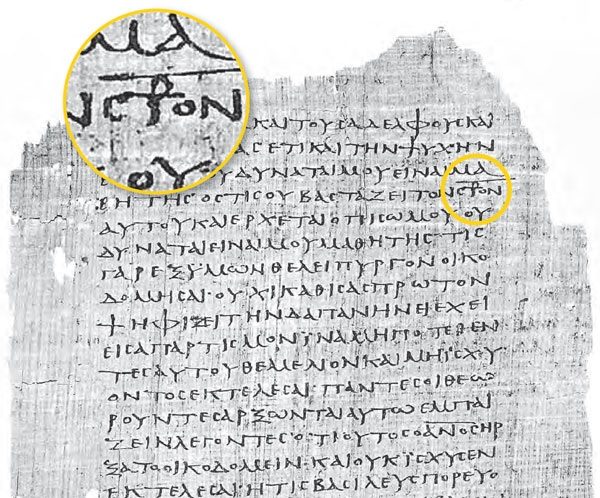
Staurogram w Łk 14,27, zdaniem części badaczy jest to najstarsze graficzne przedstawienie krzyża Chrystusa

### Tekstualny charakter
Przekazuje tekst aleksandryjski, zgodny z Kodeksem Watykańskim. Aland określił go jako „strict text” i zaklasyfikował do I kategorii, pomimo iż nie sporządził dlań profilu tekstualnego. Ocena Alanda bazuje głównie na wieku kodeksu. Frederik Wisse również nie sporządził dlań profilu tekstualnego wedle swej metody wielokrotnych wariantów (Claremont Profile Method). Bruce M. Metzger był zdania, że kodeks reprezentuje tekst proto-aleksandryjski.
Rękopis przekazuje tekst w 92% (dla Jana) i 94% (dla Łukasza) zgodny z Kodeksem Watykańskim, podczas gdy {\displaystyle {\mathfrak {P}}^{66}} zgodny jest w 83%. Bliższy jest Kodeksowi Watykańskiemu niż Synajskiemu. Badania statystyczne wykazały, że najbliższym rękopisem dla papirusu jest Kodeks Watykański. W sytuacji, gdy oba rękopisy nie są z sobą zgodne, bardzo często ich warianty znajdują oparcie w innych rękopisach pochodzących z aleksandryjskiej tradycji, włączając w to rękopisy koptyjskie.
Papirus nie zawiera dwóch spornych tekstów. Nie zawarto w nim fragmentu mówiącego o krwawym pocie Chrystusa podczas jego agonii w Getsemane (Łk 22,43–44) oraz tekstu Pericope adulterae (Jan 7,53–8,11).

### Unikatowe warianty kodeksu
Rękopis stosuje 257 sobie tylko właściwych wariantów tekstowych, nie występujących w innych rękopisach greckich. Część owych wariantów występuje w rękopisach koptyjskich. Zdaniem Colwella 1/4 owych wariantów musiała pochodzić od kopisty.
Łk 16,19 – Ανθρωπος δε τις ην πλουσιος (był bogaty człowiek)] Ανθρωπος δε τις ην πλουσιος, ονοματι Ν[ιν]ευης (był bogaty człowiek, o imieniu Niniwita)
Łk 24,26 – δοξαν (chwałę)] βασιλειαν (królestwo)
Jan 10,7 – η θυρα (drzwi)] ο ποιμην (pasterz)
Wariant z Łk 16,19 wspierany jest tylko przez rękopisy przekładu na dialekt saidzki języka koptyjskiego oraz przez dwa greckie minuskułowe rękopisy: 36 i 37, które zawierają dodany na marginesie scholion informujący, że niektóre rękopisy nadają bogaczowi imię Niniwita (ευρον δε τινες και του πλουσιου εν τισιν αντιγραφοις τουνομα Νινευης λεγομενον). Wariant jest zgodny z koptyjską tradycją utożsamiający bogaczy z Niniwą. Niniwita pisany jest w formie Νευης zamiast Νινευης, co jest prawdopodobnie rezultatem błędu haplografii.

### Korekty
Kodeks nosi 116 korekt wykonanych ręką skryby, z których 61 dokonano w Ewangelii Łukasza, a 55 – w Ewangelii Jana. 111 z nich prawdopodobnie dokonanych zostało ręką skryby, zaś 5 – przez późniejszego korektora. 10 korekt zbliżyło tekst papirusu do Kodeksu Watykańskiego, 4 oddaliło, 10 jest neutralnych względem Kodeksu Watykańskiego. Korekty te nie mają charakteru przemyślanej recenzji i nie zostały dokonane w oparciu o inny dostępny skrybie rękopis. Skryba miał tendencję do skracania tekstu.

## Historia

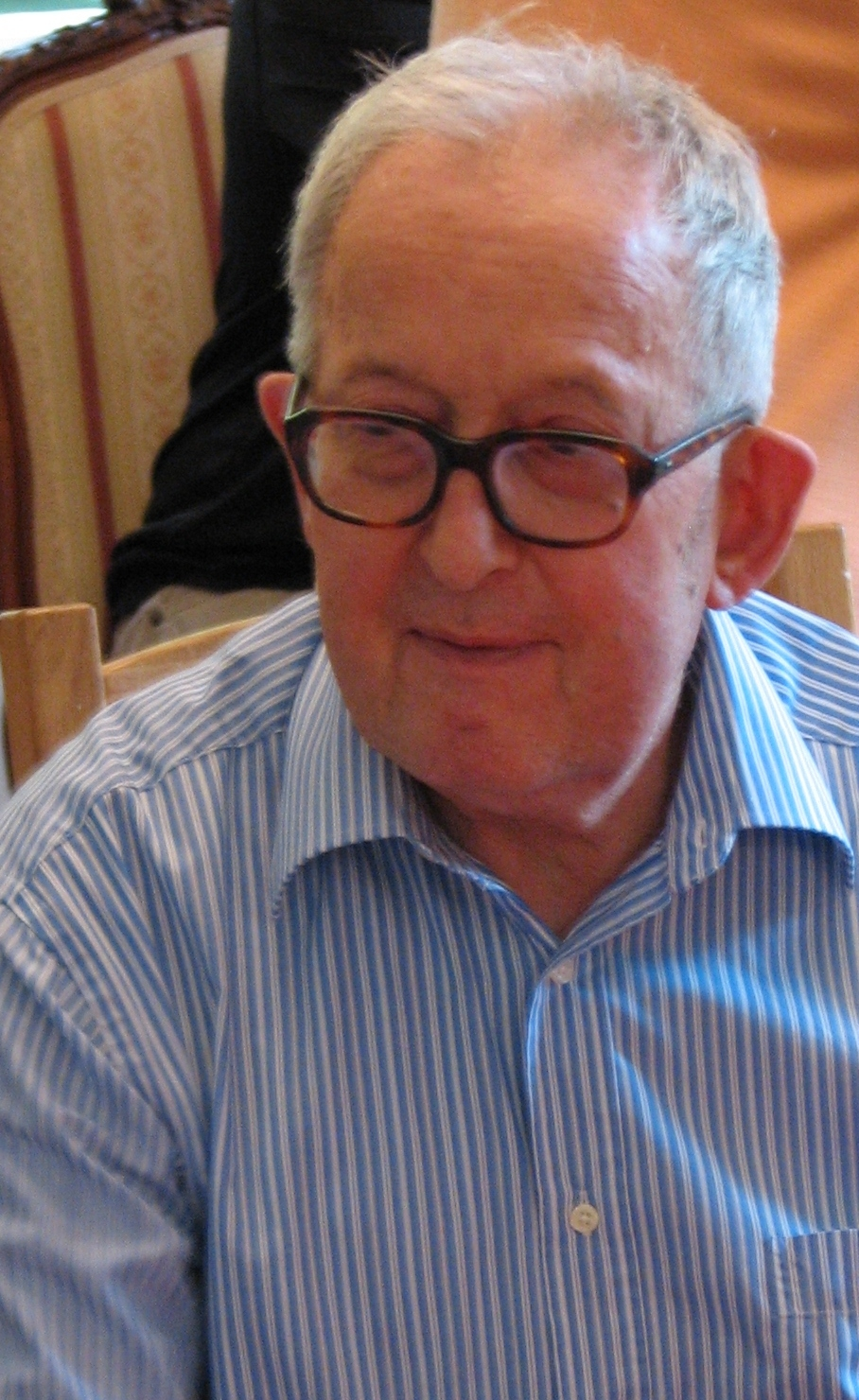
Rodolphe Kasser w 2007

Rękopis nabyty został w 1952 roku przez Martina Bodmera w Kairze, a jego tekst opublikowany w 1961 roku przez Victora Martina i Rodolphe Kassera. Wydawcy datowali kodeks na lata 175–225 ze względu na paleograficzne podobieństwo do rękopisów: P. Oxy. 2293, 2322, 2362, 2363, oraz 2370. Wszystkie te rękopisy datowane były przez ich wydawców na koniec II lub początek III wieku. Aland datował rękopis na III wiek. Aktualnie INTF datuje na pierwszą połowę III wieku.
Handlarz od którego nabyto rękopis nigdy nie wyjawił miejsca pochodzenia rękopisu. W dwadzieścia lat po odkryciu, James Robinson, ekspert od rękopisów z Nag Hammadi, wskazał, że pochodzi z Jabal Abu Mana, położonego 12 km od Jabal al-Tarif, miejsca odkrycia rękopisów z Nag Hammadi. Robinson przypuszczał, że wraz z pozostałymi rękopisami Bodmera należał do biblioteki klasztoru Pachomiusza założonej około 320 roku.
Około roku 700 został ukryty w kopcu niedaleko rzeki Nil, gdzie wraz z 40 innymi rękopisami greckimi i koptyjskimi przetrwał do XX wieku. Na przełomie 1955/1956 roku rękopis opuścił Egipt.
Papirus pierwotnie był przechowywany w Bibliotheca Bodmeriana w Cologny w kantonie Genewy w bibliotece Fundacji Bodmera. 21 listopada 2006 Frank Hanna, jeden z największych katolickich filantropów w USA, nabył papirus dla Biblioteki Watykańskiej, do której został przywieziony następnego dnia, gdzie jest odtąd przechowywany (P. Bodmer XIV-XV).
Od chwili odkrycia cytowany jest we wszystkich krytycznych wydaniach greckiego Nowego Testamentu. Zależność tekstualna papirusu względem Kodeksu Watykańskiego badał C. L. Porter (1961, 1962) na gruncie Ewangelii Jana oraz C. M. Martini (1966) na gruncie Ewangelii Łukasza. Badania te wykazały bliską zależność tekstualną obu rękopisów.

## Znaczenie
Odkrycie tego rękopisu obaliło teorię Horta, iż tekst aleksandryjski powstał w wyniku recenzji dokonanej przez Hezychiusza około 300 roku. Frederic George Kenyon sądził, że Kodeks Watykański powstał w oparciu o szereg wcześniejszych rękopisów, których jest rewizją. Podobnego zdania był Günther Zuntz (w 1953), który uważał, że co najmniej od połowy II wieku do wieku IV skrybowie aleksandryjscy wybierali najlepsze rękopisy i pracowali nad oczyszczaniem tekstu z obcych naleciałości. Opinię Kenyona podzielał Aland do czasów odkrycia tego papirusu. Odkrycie {\displaystyle {\mathfrak {P}}^{75}} pokazało, że tekst Kodeksu Watykańskiego jest starszy niż sądzono i istniał już ok. roku 200. Gordon Fee argumentował, że w ogóle nie było aleksandryjskiej recenzji, a papirus {\displaystyle {\mathfrak {P}}^{75},} jak i Kodeks Watykański reprezentują czystą formę tekstu pochodzącą w prostej linii od oryginalnego tekstu. Calvin Porter wykazał też, że Kodeks Watykański był przepisywany z rękopisu, którego jedna linijka mieściła 12–14 liter, co wyklucza wykorzystanie przezeń {\displaystyle {\mathfrak {P}}^{75}} i wskazuje, że było więcej rękopisów z takim tekstem.
Odkrycie papirusu ukazało też, że tekst aleksandryjski nie był tak doskonały, jak dotychczas sądzono. Zdaniem Claire Clivaz w Egipcie istniało kilka tradycji tekstu Nowego Testamentu, papirus reprezentuje jedną z nich.
Kodeks był też głównym powodem, dla którego w 1968 roku komitet UBS odrzucił hipotezę Horta odnośnie do krótszych lekcji tekstu zachodniego (tzw. „Western non-interpolations”), zgodnie z którą tam, gdzie tekst zachodni jest krótszy, jest tekstem oryginalnym.
Aland uznał rękopis za klucz do poznania historii tekstu Nowego Testamentu. W przedmowie do 26 wydania Novum Testamentum Graece Nestle-Alanda uznany został za najważniejszy rękopis z tekstem Ewangelii.
Głównymi rywalami rękopisu są Bodmer II oraz Chester Beatty I, oba powstałe w mniej więcej tym samym czasie, oba zawierają znaczne partie ewangelicznego tekstu. Pierwszy z nich oceniany jest przez krytyków tekstu jako niedokładna kopia, drugi natomiast ma charakter parafrazy. Toteż {\displaystyle {\mathfrak {P}}^{75}} cieszy się opinią najbardziej dokładnej kopii tekstu ewangelicznego, zarzuca mu się jedynie opuszczenie nielicznych słów.

### Wydania tekstu
- Philip W. Comfort, David P. Barrett: The Text of the Earliest New Testament Greek Manuscripts. Wheaton, Illinois: Tyndale House Publishers Incorporated, 2001, s. 507–608. ISBN 978-0-8423-5265-9. [transkrypcja tekstu]
- V. Martin, R. Kasser, Papyrus Bodmer XIV-XV: Evangiles de Luc et Jean, Vol. 1, Papyrus Bodmer XIV: Evangile de Luc chap. 3–24; vol. 2, Papyrus Bodmer XV: Evangile de Jean chap. 1–15, Cologny-Geneva: Biblioteca Bodmeriana, 1961.
- Bruce M. Metzger, Bart D. Ehrman: The Text of the New Testament: Its Transmission, Corruption and Restoration. Oxford: Oxford University Press, 2005, s. 58–59. ISBN 978-0-19-516122-9.
- K. Aland. Neue neutestamentliche Papyri III. „New Testament Studies”. 22, s. 375–396, 1976.

### Opracowania
- Philip W. Comfort, David P. Barrett: The Text of the Earliest New Testament Greek Manuscripts. Wheaton, Illinois: Tyndale House Publishers Incorporated, 2001, s. 501–507. ISBN 978-0-8423-5265-9. [opis rękopisu]
- A. Gregory: The Reception of Luke and Acts in the Period Before Irenaeus. Mohr Siebeck, 2003, s. 28. ISBN 3-16-148086-4.
- John E. Hartley. Textual Affinities of Papyrus Bodmer XIV (P75). „The Evangelical Quarterly”. 40.2, s. 97–102, April-June 1968. [dostęp 2012-03-27].
- Calvin L. Porter. Papyrus Bodmer XV (P75) and the Text of Codex Vaticanus. „Journal of Biblical Literature”. Vol. 81, No. 4, s. 363–376, Dec., 1962. [dostęp 2012-03-27].
- James R. Royse: Scribal Habits in Early Greek New Testament Papyri. Leiden: Brill, 2008, s. 615–704. ISBN 978-90-04-16181-8. [dostęp 2012-03-27].
- Mikeal C. Parsons. A Christological Tendency in P75. „Journal of Biblical Literature”. Vol. 105, No. 3, s. 463–479, Sep., 1986. [dostęp 2012-03-27].